# Каклы-Куль
 Каклы-Куль — деревня в Ютазинском районе Татарстана. Входит в состав Уруссинского сельского поселения.

## География
Находится в юго-восточной части Татарстана, в 7 км к северу от районного центра — посёлка городского типа Уруссу.

## История
Основана в начале XX века. До 1920 года входила в Александровскую волость Бугульминского уезда Самарской губернии. С 1920 года в составе Бугульминского кантона ТАССР. С 10.08.1930 в Тумутукском, с 30.10.1931 в Азнакаевском, с 10.02.1935 в Ютазинском, с 01.02.1963 в Бугульминском, с 12.01.1965 в Бавлинском, с 06.04.1991 в Ютазинском районах.

## Население
| 1926 | 1938 | 1949 | 1958 | 1970 | 1979 | 1989 | 2002 |
| ---- | ---- | ---- | ---- | ---- | ---- | ---- | ---- |
| 185  | 241  | 235  | 216  | 193  | 160  | 104  | 106  |

Национальный состав села — татары.

## Инфраструктура
Начальная школа, клуб.

## Экономика
Полеводство, овцеводство. 